# Shira Levi

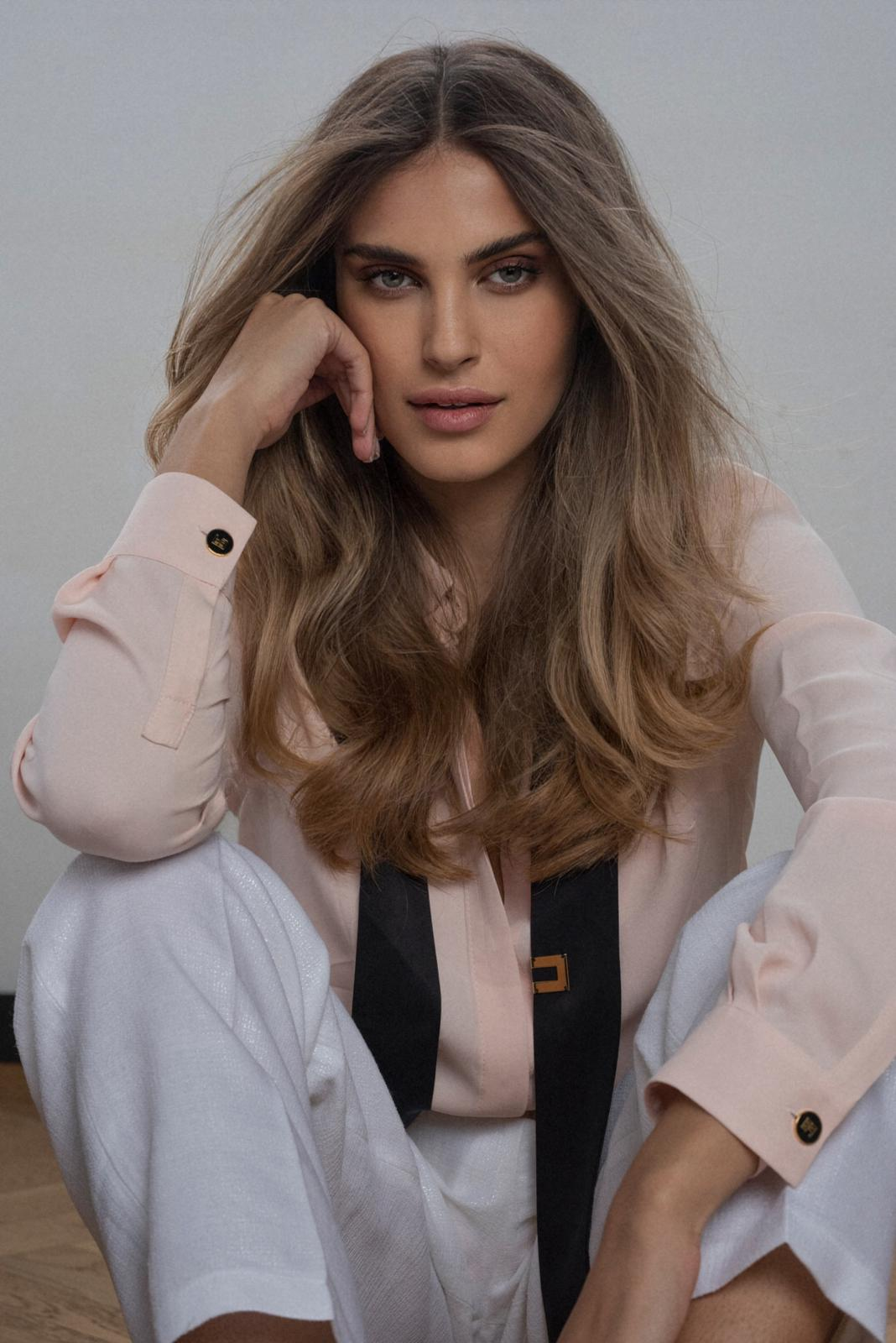
Shira Levi

Shira Levi (hebräisch שירה לוי; * 10. Dezember 1997 in Tel Aviv-Jaffa) ist eine israelische Schauspielerin.

## Leben und Karriere
Levi wurde am 10. Dezember 1997 in  Tel Aviv-Jaffa geboren. Als sie 15 Jahre alt war verstarb ihr Vater. Ihr Debüt gab sie 2016 in einer Folge in Susey Pere. Anschließend spielte sie in Serien wie 4:20 und Ziggy. Bekanntheit erlangte sie 2019 für ihre Rolle in HaTachana. Sie sang auch das Titellied der Serie.
Neben ihrer Schauspielkarriere moderierte Levi TV-Shows wie HaKoma HaAchrona und HaBidudit.

## Filmografie (Auswahl)
- 2021: Susey Pere (Fernsehserie, 1 Episode)
- 2019–2020: HaTachana (Fernsehserie, 7 Episoden)
- 2020–2021: Ziggy (Fernsehserie, 4 Episoden)
- 2021: Full Speed
- 2023: 4:20 (Fernsehserie, 18 Episoden)
- 2024: United High (Fernsehserie)